# Speuren naar het verleden
Speuren naar het verleden is een autobiografisch reisverhaal geschreven door Agatha Christie. Naast haar eigen achternaam gebruikte ze ook deze van haar man waardoor de volledige auteursnaam "Agatha Christie Mallowan" is. Het werk werd voor het eerst gepubliceerd in het Verenigd Koninkrijk in 1946 onder de titel Come, Tell Me How You Live en werd uitgegeven door de Collins Crime Club. Datzelfde jaar bracht Dodd, Mead and Company het werk ook uit in de Verenigde Staten. Pas in 2002 werd het werk voor het eerst vertaald naar het Nederlands door Luitingh-Sijthoff.

## Achtergrond
In het boek geeft Christie verslag van de reizen die ze maakte met haar man Max Mallowan. Mallowan was een archeoloog die opgravingen deed in Syrië en Mesopotamië. Het boek speelt onder andere in op culturele verschillen tussen de Westerse wereld en het Midden-Oosten. Een groot gedeelte van het boek gaat over de politieke situatie en de haat tegen de Turken wat twintig jaar na het einde van de Ottomaanse overheersing nog merkelijk voelbaar was. Verder bevat het boek diverse zwart-witfoto's.